# Perdita florissantella
Perdita florissantella är en biart som beskrevs av Cockerell 1906. Perdita florissantella ingår i släktet Perdita och familjen grävbin. Inga underarter finns listade i Catalogue of Life.